# 대경운수
대경운수 주식회사(大經運輸 株式會社)는 경기도 수원시의 택시 회사이며 제조사 현대자동차 모두 보유 차종이다.  

## 보유 차량
현대자동차